# 五月女浩一朗
五月女浩一朗，本名相同，日本男性動畫導演、演出家、作畫監督。

## 人物簡介
動畫公司ARTLAND出身。2001年以前以本名名義參加動畫製作，在那之後開始使用漢字轉化成平假名的名義（五月女浩一朗→）持續參加。
參加動畫製作以來，其中為人熟悉的是參加《蟲師》系列的演出工作（最多有7話）。2007年的電視動畫《GO！純情水泳社！》首次擔任導演。
近年來大多參加長濱博史執導作品的作畫和演出工作。

## 主要參加作品

### 五月女浩一朗名義

#### 電視動畫
- 七海的堤可（1994年，作畫監督）
- 櫻桃小丸子 (第2期)（1995年－，原畫）
- 酷媽寶貝蛋（1995年－1996年，作畫監督）
- 櫻桃子劇場 可吉可吉（1997年，作畫監督、角色補、原畫）
- 此時此刻的我（1999年，作畫監督）
- 未來少年柯南II（日语：未来少年コナンII タイガアドベンチャー）（1999年，作畫監督）
- 地球防衛家族（2001年，作畫監督）

#### OVA
- 真魔神傳（日语：魔神伝）（1987年，動畫）
- 銀河英雄傳說 我的征途是星辰大海（1988年，動畫）
- 銀河英雄傳說 (第1、2期)（1989年、1992年，原畫）
- 新空手道地獄變（日语：新カラテ地獄変）（1990年，原畫）
- Hard&Loose ～私立偵探·土岐正造的麻煩記事～（日语：ハード&ルーズ）（1992年，原畫）

### 、名義

#### 電視動畫
- 魔法咪路咪路（2002年，分鏡、演出）※大多以名義。
- 銀河天使（第3期）（2002年，分鏡、演出）
- 星星公主（2003年，分鏡）
- 鈴鐺貓娘Nyo（2003年，分鏡）
- 銃墓（2003年，分鏡）
- 圓盤皇女 十二月的夜想曲（2003年，分鏡）
- 十兵衛2 -西伯利亞柳生的逆襲-（2004年，分鏡）
- 銀河天使 (第4期)（2004年，分鏡）
- （2004年，分鏡、演出、原畫、作畫監督）
- MAJOR (第1期)（2004年，分鏡、演出）
- 搞笑漫畫日和（2005年－2006年，演出、作畫）
- 蟲師系列
  - 蟲師系列（2005年，分鏡、演出）
- 蟲師 特別篇「蝕日之翳」（2014年，演出）
- 蟲師 續章（2014年，演出頭、演出）
- 搞笑漫畫日和2（2006年，演出）
- 我們的存在（2006年，系列導演、分鏡、演出）
- GO！純情水泳社！（2007年，導演、分鏡、演出、原畫）[1]
- 伯爵與妖精（2008年，導演、分鏡、演出、原畫）
- 魔力充電娘（2009年，分鏡）
- 只想告訴你（2009年，分鏡、演出）
- 11eyes（2009年，分鏡、演出）
- 哆啦A夢 (2005年版)（2009年－，分鏡、原畫）
- 夢色蛋糕師（2010年，分鏡）
- 無法掙脫的背叛（2010年，分鏡、演出、原畫、OP分鏡）
- 少女妖怪 石榴（2010年，分鏡、演出）
- 食夢者瑪莉（2011年、演出）
- Sacred Seven（2011年，分鏡、演出）
- 轉吧！企鵝罐（2011年，演出、原畫）
- 聖鬥士星矢Ω（2012年，分鏡）
- 惡之華（2013年，作畫監督、原畫）
- 重裝武器（2015年，分鏡、演出）
- TABOO TATTOO -禁忌咒紋-（2016年，分鏡）
- THE REFLECTION（日语：THE REFLECTION）（2017年，系列導演）
- ACTORS -Songs Connection-（日语：ACTORS）（2019年，分鏡）
- 科學超電磁砲T（2020年，分鏡）

#### 電影動畫
- 哆啦A夢：大雄與綠之巨人傳（2008年，原畫）

## 相關項目
- 日本動畫師列表
- ARTLAND
- 長濱博史（日语：長濱博史）

## 外部連結
- 五月女浩一朗的X（前Twitter） （日語）